# NGC 6483
NGC 6483 ist eine 14,3 mag helle elliptische Galaxie vom Hubble-Typ E4 im Sternbild Pfau am Südsternhimmel. Sie ist schätzungsweise 215 Millionen Lichtjahre von der Milchstraße entfernt und hat einen Durchmesser von etwa 105.000 Lichtjahren. Gemeinsam mit PGC 61237 bildet sie ein gravitativ gebundenes Galaxienpaar. Sie ist das hellste Mitglied der vier Galaxien zählenden NGC 6483-Gruppe (LGG 415).
Das Objekt wurde am 8. Juni 1836 von John Herschel mit einem 18-Zoll-Spiegelteleskop entdeckt, der dabei „F, S, E, bM, between 2 stars 10th mag 45 degrees S.p. and N.f.“ notierte.

## NGC 6483-Gruppe (LGG 415)
| Galaxie   | Alternativname | Entfernung/Mio. Lj |
| --------- | -------------- | ------------------ |
| NGC 6483  | PGC 61233      | 215                |
| IC 4664   | PGC 60907      | 220                |
| PGC 61240 | ESO 102-020A   | 205                |
| PGC 61237 | ESO 102-020    | 215                |